# 赛伦赛斯特圣施洗约翰堂
51°43′04″N 1°58′04″W / 51.71778°N 1.96778°W
赛伦赛斯特圣施洗约翰堂（Church of St. John Baptist, Cirencester）是一座英格兰圣公会教堂，位于英格兰格洛斯特郡赛伦赛斯特。这是一座I级登录建筑。
该堂建筑反映了自12世纪以来的建筑风格，使用科茨沃尔德石建造。内部有一些墓地雕塑、中世纪花窗玻璃和壁画。
该堂长180英尺（55），宽104英尺（32），钟楼高134英尺（41），为英格兰最大的教堂之一。